# Roscoe Hillenkoetter
Roscoe Henry Hillenkoetter (Saint Louis, 8 maggio 1897 – New York, 18 giugno 1982) è stato un ammiraglio statunitense.
È stato il terzo direttore del Central Intelligence Group (CIG) e il primo della CIA creato mediante il National Security Act del 1947, dal 1º maggio, 1947 al 7 ottobre 1950 e dopo il suo ritiro dall'United States Navy, fu membro del consiglio di amministratore del NICAP, dal 1957 al 1962.

## Biografia

### Carriera militare
Si laurea nel 1919 alla United States Naval Academy in Annapolis, Maryland. Fu in servizio nel servizio d'intelligence della Marina (Naval Intelligence), e divenne assistente, (addetto navale) in Francia. Venne ferito durante l'attacco a Pearl Harbor e in seguito divenne funzionario responsabile nello staff dell'intelligence di Chester Nimitz, comandante della Flotta del Pacifico. Nel 1946 il capitano Hillenkoetter venne promosso comandante della USS Missouri.

### Direttore della CIA
Il Presidente Truman persuase il riluttante Hillenkoetter, poi Contrammiraglio, ad assumere la direzione del Central Intelligence Group nel settembre 1947. Con il National Security Act del 1947 fu confermato nella carica dal Senato statunitense e successivamente nominato direttore della CIA nel dicembre 1947. In un primo momento il Dipartimento di Stato scelse come direttore della CIA per le operazioni George Frost Kennan e Frank Wisner direttore delle analisi di intelligence. Hillenkoetter espresse dubbi che la stessa agenzia potesse sia operare con azioni di copertura che con analisi di intelligence.
Il servizio informazioni del governo degli Stati Uniti non ebbe preavvisi dell'invasione della Corea del Sud da parte della Corea del Nord. Il direttore Hillenkoetter convocò un gruppo apposito per stimare il comportamento dei comunisti nella penisola Coreana. Il gruppo fu istituzionalizzato dal presidente Truman, grazie al buon successo ottenuto e venne nominato un nuovo direttore nell'Ottobre 1950.

### Ritorno in Marina
Ritornato al servizio U.S. Navy con il grado di Ammiraglio, Hillenkoetter fu al comando di una divisione di incrociatori durante la Guerra di Corea. Prima di ritirarsi nel 1957 fu nominato comandante altre due volte.

### Membro del Consiglio di Amministrazione del NICAP
Il National Investigations Committee On Aerial Phenomenta (NICAP) fu costituito nel 1956, mediante uno statuto collegiale approvato il 24 ottobre.
Hillenkoetter fece parte del consiglio di amministrazione del NICAP dal 1957 al 1962. Donald E. Keyhoe, direttore del NICAP e collega di Accademia navale di Hillenkoetter, ha scritto che Hillenkoetter voleva dare comunicazione al pubblico delle prove sugli UFO. Forse la più nota dichiarazione di Hillenkoetter sull'argomento risale al 1960 in una lettera al Congresso, come riportato sul New York Times: "Dietro le quinte, alti ufficiali dell'aeronautica sono sobriamente preoccupati degli UFO. Ma attraverso il segreto d'ufficio e il ridicolo, molti cittadini sono portati a credere che gli oggetti volanti sconosciuti non siano reali."

## Media
Nel 1996 l'attore Leon Russom lo ha interpretato in un episodio di Dark Skies, una serie televisiva sulla teoria del complotto.